# Deutsch-Russisches Haus
Deutsch-Russisches Haus (russisch Немецко-русский дом, Nemezko-russki dom) ist der Name mehrerer vergleichbarer dezentral organisierter Kultureinrichtungen, gefördert durch die Deutsche Gesellschaft für Internationale Zusammenarbeit, in den russischen Städten Kaliningrad, Moskau, Nowosibirsk, Tomsk, Omsk, Smolensk und Barnaul. Die Einrichtungen wirken regional und verfügen dafür über Zweigstellen in den jeweiligen Gebietseinheiten (den russischen Oblasts). Die Deutsch-Russischen Häuser sind bedeutende Träger für den Austausch der deutsch-russischen Zivilgesellschaften (vgl. Deutsch-russische Beziehungen). Zudem sind sie wichtige Begegnungsstätten der Russlanddeutschen. Die Deutsch-Russischen Häuser tragen zur Erhaltung der kulturellen Identität der Russlanddeutschen bei.

## Das Deutsch-Russische Haus in Kaliningrad

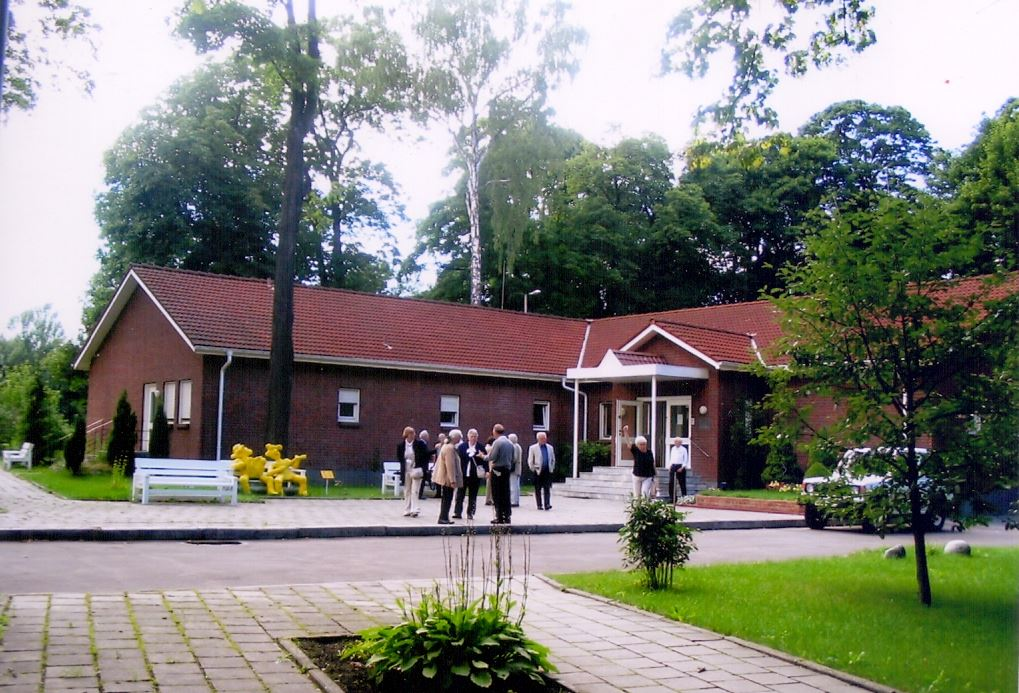
Das Deutsch-Russische Haus in Kaliningrad im Jahr 2005 mit einer Gruppe der Stadtgemeinschaft Königsberg. Foto aus der Sammlung der Stiftung Königsberg.

Das Deutsch-Russische Haus in Kaliningrad, dem früheren Königsberg, befand sich von 1993 bis Januar 2017 in der Uliza Jaltinskaja in der Nähe des Sackheimer Tores.
Die im Jahr 1990 von Herbert Beister, Friedrich von der Groeben und Dietrich Wilhelm von Menges gegründete Stiftung Königsberg beschloss im Jahr 1991 den Bau eines Deutsch-Russischen Hauses in Kaliningrad. Unterstützung erhielt sie dabei vom Bundesinnenministerium, dessen Staatssekretär Horst Waffenschmidt das Haus im März 1993 einweihen konnte. Zunächst wurde das Haus von der Stiftung getragen, später übernahm die Deutsche Gesellschaft für Internationale Zusammenarbeit (GIZ) 90 % der Trägerschaft und auch der Verein „Eintracht“ trat der Trägerschaft bei. Im Jahr 2012 schieden die Stiftung Königsberg und die GIZ aus der Trägerschaft des Hauses aus. Offenbar im selben Jahr trat stattdessen die Gesellschaft der Nationalkulturautonomie der Deutschen im Gebiet Kaliningrad der Trägerschaft bei.
Die Einrichtung verstand sich als Begegnungsstätte der in der Oblast Kaliningrad lebenden Bevölkerung unter besonderer Berücksichtigung der dort ansässigen Russlanddeutschen. Angeboten wurden deutsche Sprachkurse, Klubs und Arbeitsgruppen aller Art, eine Bibliothek und Kulturveranstaltungen wie Konzerte, Lesungen, Ausstellungen und Theaterabende. Das Haus besaß auch einen Konferenzraum.
Finanziert wurde das Haus vom Internationalen Verband der deutschen Kultur mit Sitz in Moskau, der wiederum Fördermittel von der Bundesrepublik Deutschland und der Russischen Föderation erhält. Trägerorganisationen des Hauses waren die Kaliningrader regionale gesellschaftliche Einrichtung Gesellschaft der deutschen Kultur und der Russlanddeutschen „Eintracht-Soglassije“ und die Gesellschaftliche Organisation Nationalkulturautonomie der Deutschen im Gebiet Kaliningrad. Das Haus hatte die russische Rechtsform einer Nichtkommerziellen Partnerschaft (ru. Некоммерческое партнёрство).
Im Garten des Deutsch-Russischen Hauses wurde im Jahr 2014 das ein Jahr zuvor im ehemaligen Schönbruch aufgefundene Epitaph aufgestellt, das Georg von der Groeben mit seiner Ehefrau Dorothea, geborene von Lehndorff, darstellt.
Im Jahr 2016 beurteilte das Justizministerium der Russischen Föderation die Einrichtung  als „ausländischen Agenten“, da das deutsch-russische Haus in Kaliningrad Fördermittel aus Deutschland erhielt und zeitgleich eine politische Aktivität betrieb. Das Haus wurde daraufhin im Januar 2017 geschlossen.
Im Oktober 2017 wurde das Haus als Kultur- und Geschäftszentrum der Russlanddeutschen in Kaliningrad wiedereröffnet.

## Deutsch-Russisches Haus in Moskau

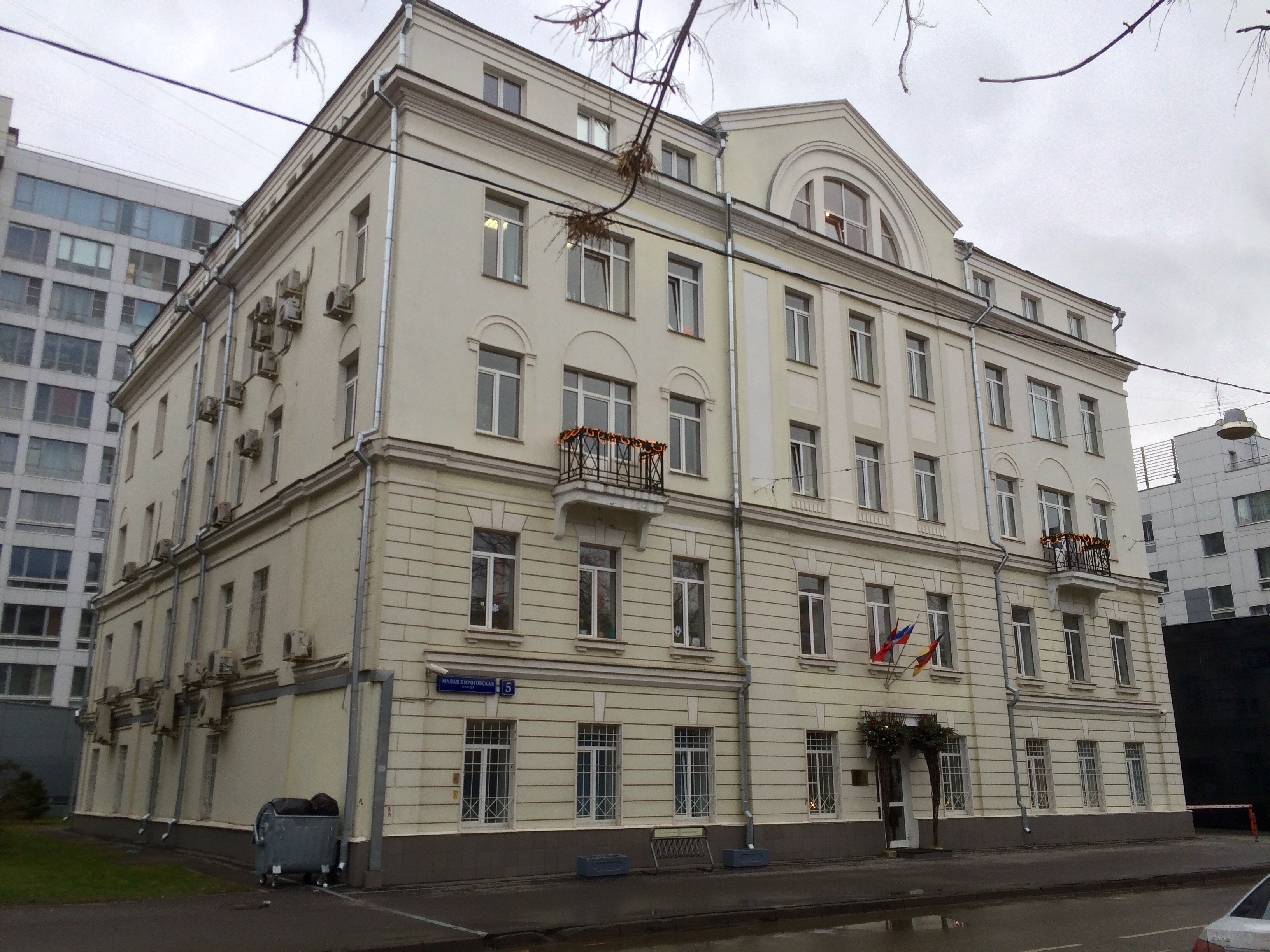
Das Deutsch-Russische Haus in Moskau, Malaja Pirogowskaja-Straße, №5

Das Deutsch-Russische Haus in Moskau wurde 1997 von Bundespräsident Roman Herzog eröffnet. Es beherbergt die Büros aller föderalen Dachorganisationen und Verbände der Russlanddeutschen und befindet sich in der Malaja Pirogowskaja Uliza im Stadtteil Chamowniki in der Nähe der Metrostation Frunsenskaja.
Zielsetzung des Hauses ist es, die Interessen der deutschen Minderheit in Russland und den übrigen Ländern der ehemaligen Sowjetunion zu unterstützen und die freundschaftlichen Beziehungen zwischen Deutschen und Russen zu fördern. Bei Konzerten, Malerei- und Fotoausstellungen, Diskussionsveranstaltungen, Jugend- und Seniorentreffen stehen Kultur, Traditionen, Geschichte und Gegenwart der Russlanddeutschen im Vordergrund. Als Zeichen des gemeinsamen politischen Willens beider Staaten steht es unter der Schirmherrschaft der Regierungen beider Staaten. Das Haus erhält Fördermittel über das Bundesinnenministerium. Verantwortlich für das Programm des Deutsch-Russischen Hauses in Moskau ist die GIZ. Neben kommerziellen Einrichtungen und der GIZ sind im Haus durch Büros vertreten die Helmholtz-Gemeinschaft, der Internationale Verband der deutschen Kultur, der Jugendring der Russlanddeutschen und die Moskauer Deutsche Zeitung.

## Deutsch-Russisches Haus in Nowosibirsk

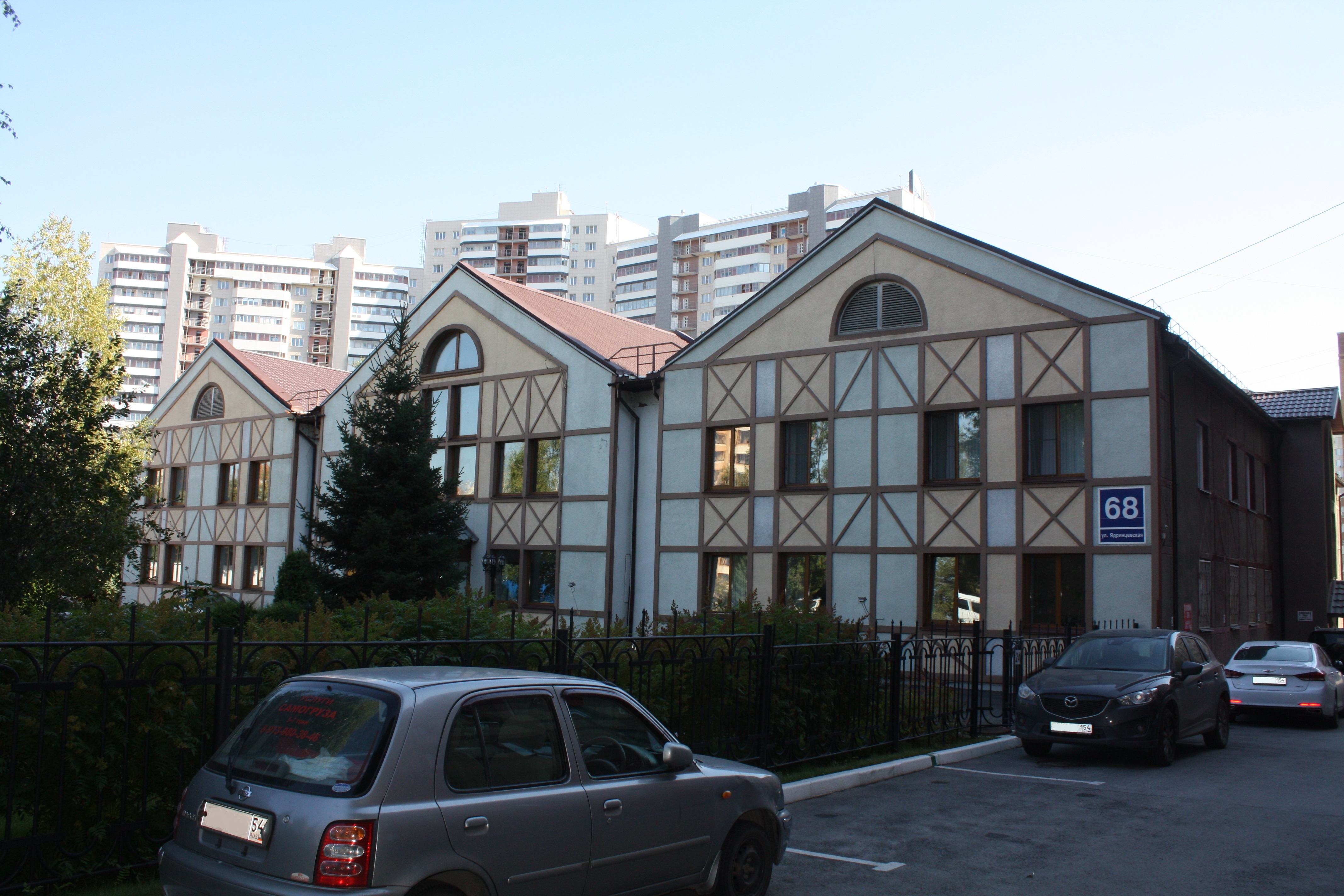
Das Deutsch-Russische Haus in Nowosibirsk, Jadrinzewskaja-Straße №68

Das Deutsch-Russische Haus in Nowosibirsk besteht seit 1990 und zählt gemeinsam mit den 34 betreuten Begegnungszentren in der Oblast Nowosibirsk über 150 Mitarbeiter. Im Mittelpunkt der Arbeit stehen die Unterstützung von Kultur und Traditionen der Russlanddeutschen sowie die Sprachausbildung. Das Angebot umfasst neben Bildungs- und Kulturveranstaltungen auch humanitäre Hilfen. Zu den Gruppenaktivitäten zählen mehrere Tanz- und Folkloregruppen, ein Chor und eine Gesangsgruppe.

## Deutsch-Russisches Haus in Tomsk

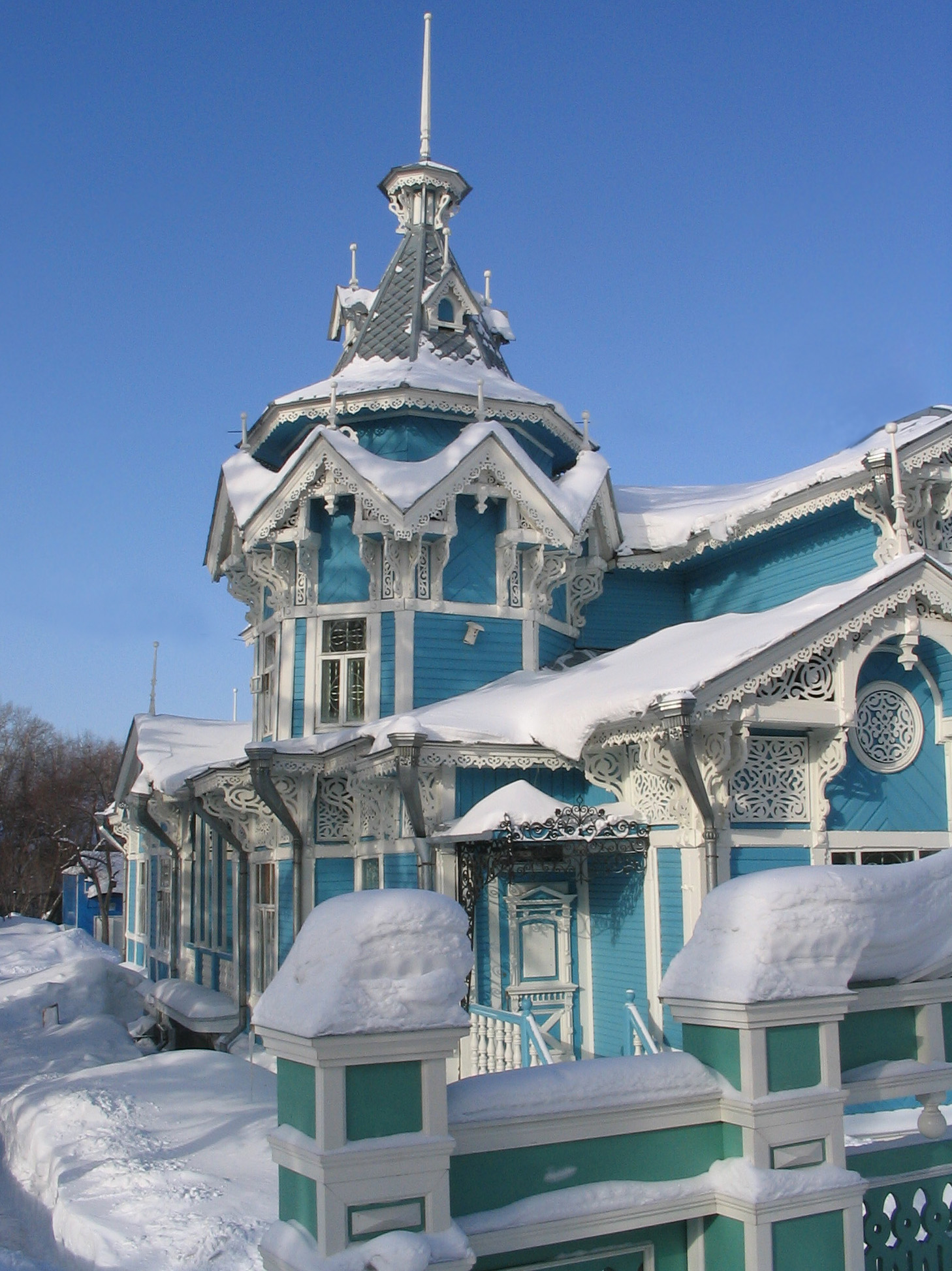
Das Deutsch-Russische Haus in Tomsk, Krassnoarmeysskaja-Straße, № 71

Im Deutsch-Russischen Haus in Tomsk sind fast alle Gesellschaftsorganisationen der Russlanddeutschen der Oblast Tomsk vereinigt. Das Haus hat 13 Niederlassungen in den Rajonen der Oblast und arbeitet mit Institutionen für Ausbildung und Kultur, mit vielen Hochschulen der Stadt Tomsk, sowie mit internationalen Organisationen und dem Goethe-Institut zusammen. Das Deutsch-Russische Haus wurde mehrmals von Vertretern der ehemaligen Gesellschaft für Technische Zusammenarbeit (GTZ) und der Deutschen Botschafter in Moskau besucht.

## Deutsch-Russisches Haus in Omsk
Das Deutsch-Russische Haus in Omsk wurde während der Sitzung der 21. Deutsch-Russischen Regierungskommission für die Angelegenheiten der Russlanddeutschen am 24. Mai 2016 eröffnet. Hartmut Koschyk, Beauftragter der Bundesregierung für Aussiedlerfragen und nationale Minderheiten, gab bekannt, dass nunmehr rund 50.000 Russlanddeutsche in der Region Omsk ein geeignetes Objekt erhalten, für die repräsentative und kulturelle Arbeit. Das Haus befindet sich in der Uliza Lenina, 14 in Omsk.

## Deutsch-Russisches Haus in Kasan

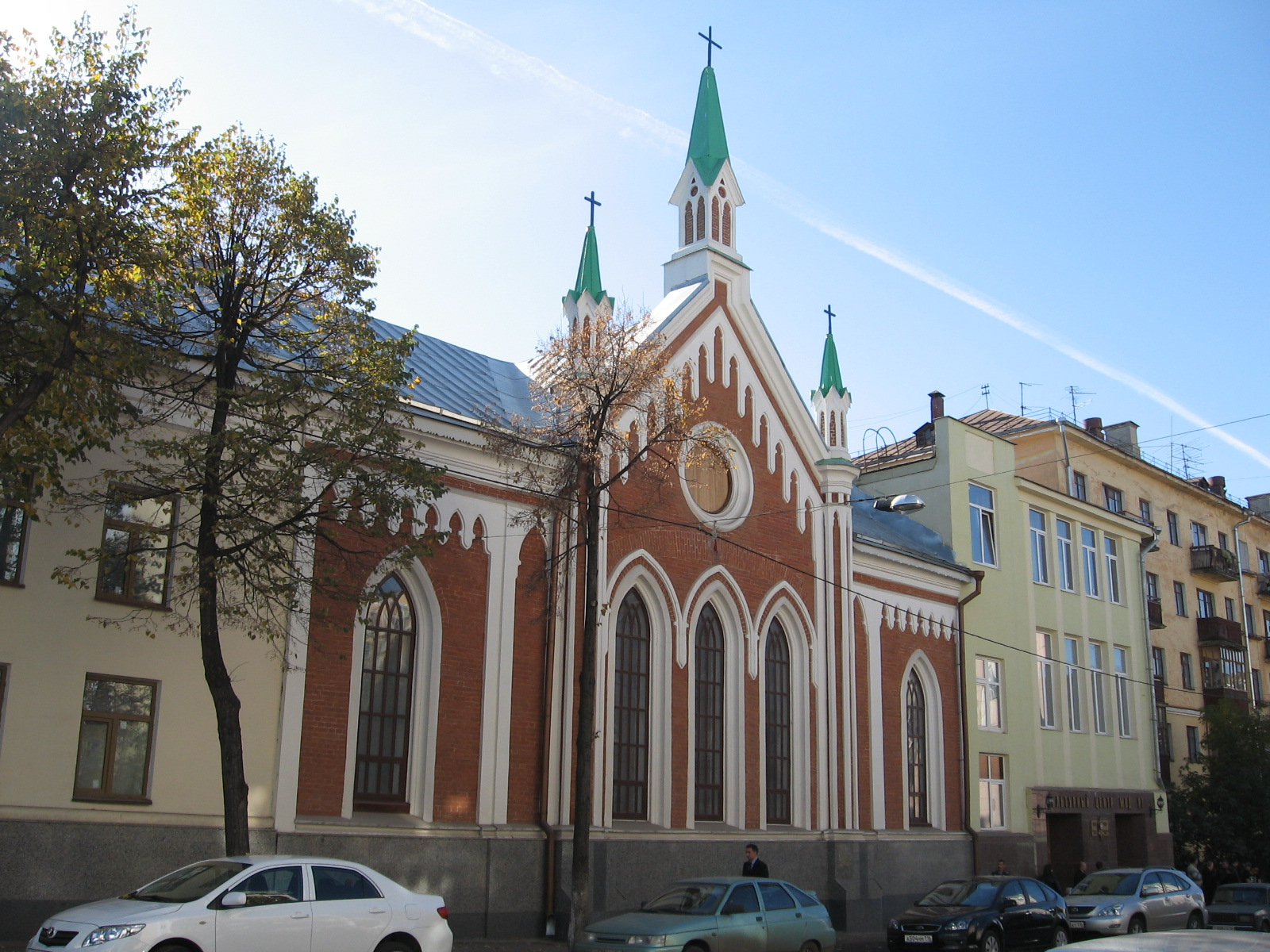
Das Gebäude des Deutsch-Russisches Hauses in Kasan

Deutsch-Russisches Haus in Kasan (auch Deutscheshaus von Tatarstan) befindet sich im Gebäude der altertümlichen Lutheranischen Kirche der hl. Katharina, die 1771 von Russlanddeutschen errichtet wurde.  Die Kirche wurde unter der Sowjetherrschaft 1929 für Gottesdienste geschlossen und von der Sowjetischen Regierung nationalisiert. 11. Dezember 1996 wurde die Kirche an das deutsche Lutheranische Gemeinwesen zurückgegeben. Adresse: Kasan, Karl Marks-Straße, 26.

## Deutsch-Russisches Haus in Barnaul

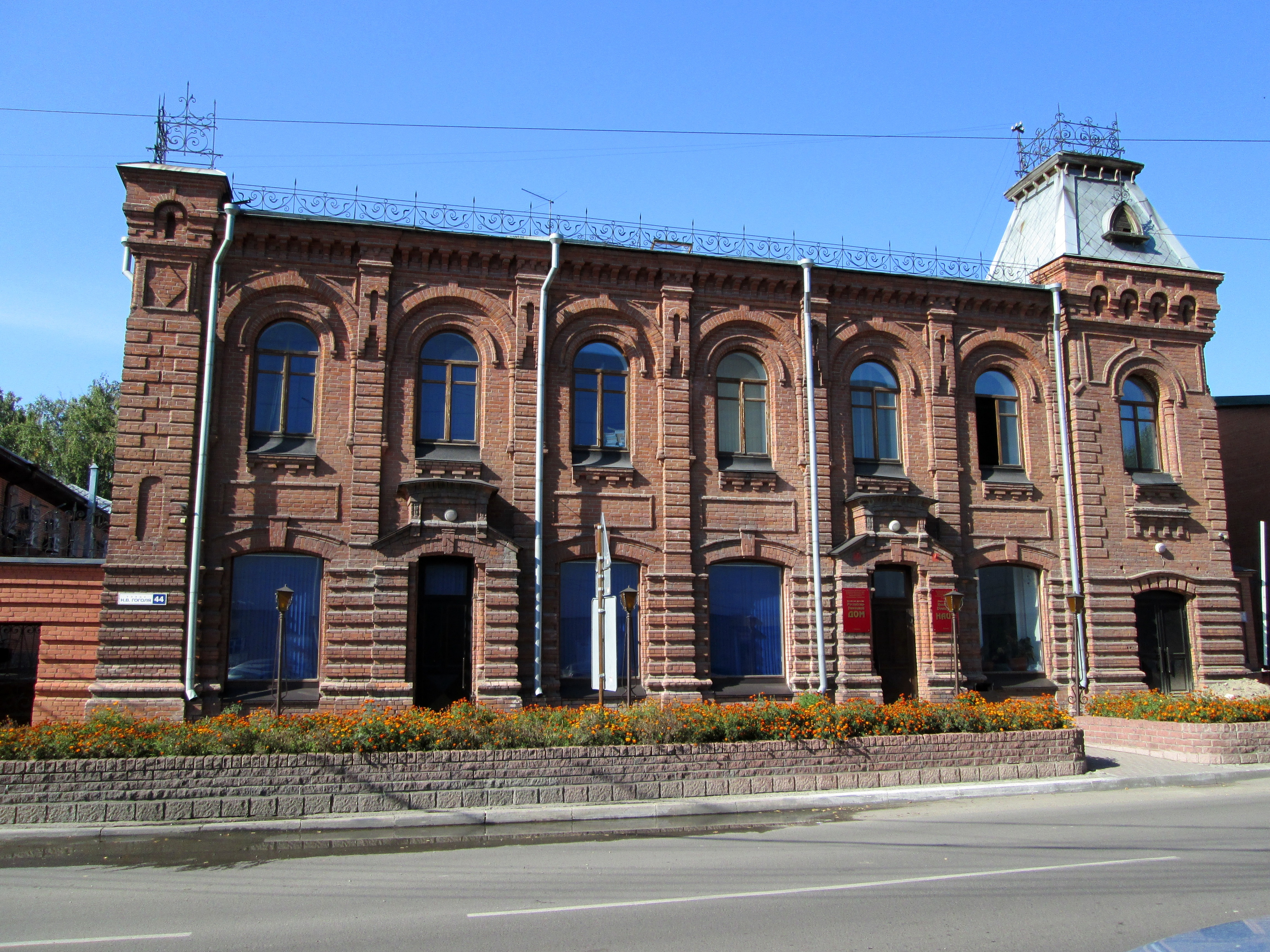
Deutsch-Russisches Haus in Barnaul, Gogol-Straße, № 44

Seit 1998 existiert auch in Barnaul ein Deutsch-Russisches Haus. Das Haus wurde als fünftes Deutsch-Russisches Haus in Russland und drittes in Sibirien erbaut. Es realisiert jährlich mehrere große Projekte im Rahmen der Kultur- und Bildungsförderung. Barnaul und der nahegelegene Deutsche Nationalkreis Halbstadt bilden bis heute ein Siedlungszentrum der Russlanddeutschen.